# Banana albastră

Banana Albastră

Banana Albastră (numită și Megalopolisul European sau Coloana vertebrală a Europei) este un coridor de urbanizare discontinuă din Europa de Vest, având o populație de aproximativ 110 milioane. Se întinde de la nord-vestul Angliei, în nord, și până la Milano în sud.
Forma curbată a zonei (de unde și denumirea de „banană”) include orașe precum Leeds, Liverpool, Manchester, Birmingham, Londra, Amsterdam, Haga, Rotterdam, Bruxelles, Antwerp, Eindhoven, conurbația Ruhr, Düsseldorf, Köln, Frankfurt pe Main, Luxembourg, Stuttgart, Strasbourg, Basel, Zürich, Torino, Milano, Veneția și Genova și este una din cele mai mari concentrații de oameni, capital și industrie.
Conceptul a luat naștere în 1989, fiind creat de un grup de geografi francezi, care sunt mai cunoscuți sub acronimul RECLUS.